# WatchMojo
WatchMojo é uma produtora, editora e distribuidora de conteúdo de vídeo de capital fechado sediada no Canadá. Com mais de dez bilhões de visualizações em vídeos e mais de dezoito milhões de inscritos (tornando-se o 27º canal mais visto),  o WatchMojo tem um dos maiores canais do YouTube. 60% de seus espectadores e inscritos são homens e 92% são dos Estados Unidos.

## História
Após passar a primeira metade dos anos 2000 escrevendo diversas colunas sobre entretenimento, estilo de vida e história, além da publicação de dois livros, o fundador da empresa, Ashkan Karbasfrooshan, criou o WatchMojo para produzir vídeos de melhor qualidade do que os encontrados na maioria dos sites, mas em um formato, estilo, tamanho e teor que atendessem os gostos dos espectadores da internet. Como tal, a empresa WatchMojo.com foi fundada em junho de 2005 por Ashkan Karbasfrooshan, Raphael Daigneault e Christine Voulieris. Outros funcionários importantes iniciais incluem Kevin Havill e Derek Allen. O site WatchMojo.com foi lançado em 14 de junho de 2005 e seu canal no YouTube em 25 de janeiro de 2007. Originalmente, o conteúdo continha apresentadores e apresentações em estilo vlog, mas ao longo dos anos a programação mudou para visuais mais polidos com narrações.
Os vídeos que produz normalmente são enviados e votados pelos visitantes em sua ferramenta de sugestões, bem como em suas páginas do YouTube, Facebook e Twitter. Durante a temporada regular de 2016–17 da NHL, a WatchMojo patrocinou a equipe New York Islanders. Em outubro de 2016, Karbasfrooshan publicou: The 10-Year Overnight Success: An Entrepreneurship's Manifesto – How WatchMojo Built the Most Successful Media Brand on YouTube, com o novo selo editorial da empresa, quando se aventurou em livros e guias digitais. Em 2017, em uma parceria com o serviço Weibo, a empresa anunciou um grupo de canais na China continental.
Em 2018, a WatchMojo anunciou a contratação de novos novos profissionais a fim de reforçar suas posições executivas.

## Modelo de negócios
A WatchMojo.com perdeu dinheiro nos primeiros seis anos de operações, gerando lucro apenas em 2013. Devido à recessão de 2007-2009, a empresa havia deixado de enfatizar um modelo apoiado por anúncios, em favor de taxas de licenciamento pagas por outras empresas de mídia para acessar e usar suas mídias. Mais tarde naquele ano, Beet.TV apresentou a WatchMojo.com ao lado de Magnify.net como exemplos de empresas que mudaram com o sucesso de modelos de receita baseados em anúncios para modelos de receita baseados em taxas de licenciamento.
Em 2012, mudou seu foco para o YouTube e, como resultado de seu crescimento em assinantes e visualizações, tornou-se lucrativo. Além disso, a WatchMojo licencia seu conteúdo para as plataformas AOL e Go90 da Verizon, DailyMotion, Facebook e outras. Muitas instituições acadêmicas e editoras educacionais também usam a programação da empresa. A WatchMojo incentiva os educadores e alunos a usarem vídeos de seu catálogo que sejam pertinentes e complementares aos seus estudos como parte das apresentações.